# Joseph Henry Sweney

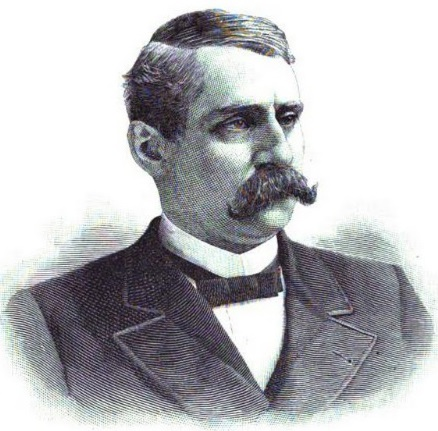
Joseph Henry Sweney

Joseph Henry Sweney (* 2. Oktober 1845 im Warren County, Pennsylvania; † 11. November 1918 in Norfolk, Virginia) war ein US-amerikanischer Politiker. Zwischen 1889 und 1891 vertrat er den Bundesstaat Iowa im US-Repräsentantenhaus.

## Werdegang
Joseph Sweney besuchte die öffentlichen Schulen in Pennsylvania und Iowa. Während des Bürgerkrieges war er trotz seiner Jugend Soldat in der Armee der Union. Nach dem Krieg war er vier Jahre lang Oberst der Nationalgarde von Iowa. Danach wurde er Generalinspekteur dieser Einheit. Nach einem Jurastudium an der University of Iowa in Iowa City und seiner im Jahr 1880 erfolgten Zulassung als Rechtsanwalt begann er in Osage in seinem neuen Beruf zu praktizieren. Dort wurde er außerdem in der Landwirtschaft tätig. Ferner stieg er in das Bankgeschäft ein.
Sweney war Mitglied der Republikanischen Partei. Zwischen 1883 und 1891 saß er im Senat von Iowa; 1886 war er dessen amtierender Präsident. Bei den Kongresswahlen des Jahres 1888 wurde Sweney im vierten Wahlbezirk von Iowa in das US-Repräsentantenhaus in Washington, D.C. gewählt, wo er am 4. März 1889 die Nachfolge von William E. Fuller antrat. Da er bei den Wahlen des Jahres 1890 dem Demokraten Walter Halben Butler unterlag, konnte er bis zum 3. März 1891 nur eine Legislaturperiode im Kongress absolvieren.
Nach dem Ende seiner Zeit im US-Repräsentantenhaus zog sich Joseph Sweney aus der Politik zurück. In den folgenden Jahren arbeitete er wieder als Anwalt. Er starb am 11. November 1918 während eines Besuches in Norfolk (Virginia) und wurde in Osage beigesetzt.